# Écorceur caronculé
Famille
Genre
Espèce
Statut de conservation UICN

 LC  : Préoccupation mineure
L'Écorceur caronculé (Eulacestoma nigropectus) est une espèce de passereaux, la seule du genre Eulacestoma et de la famille des Eulacestomidae.

## Distribution
Cette espèce est endémique de l'île de Nouvelle-Guinée.

## Habitats
L'Écorceur caronculé vit dans les forêts tropicales humides de montagne, au centre de l'île.

## Taxonomie
Les études phylogéniques d'Aggerbeck et al. (2014) et Schodde & Christidis (2014) montrent que cette espèce est une parente éloignée des néosittes de la famille des Neosittidae.
En conséquence, le Congrès ornithologique international (classification version 4.3, 2014) la déplace de sa position taxinomique incertaine dans laquelle il l'avait placée (incertae sedis) et la place près de cette dernière famille, dans sa propre famille, les Eulacestomidae.
D'après le Congrès ornithologique international, c'est une espèce monotypique (non divisée en sous-espèces).